# Neuhofen (Rhénanie-Palatinat)
Pour les articles homonymes, voir Neuhofen.
Neuhofen est une municipalité de la Région métropolitaine Rhin-Neckar, dans l'arrondissement de Rhin-Palatinat, en Rhénanie-Palatinat, dans l'ouest de l'Allemagne. La municipalité se trouve à 7 km au sud de Ludwigshafen.

## Références

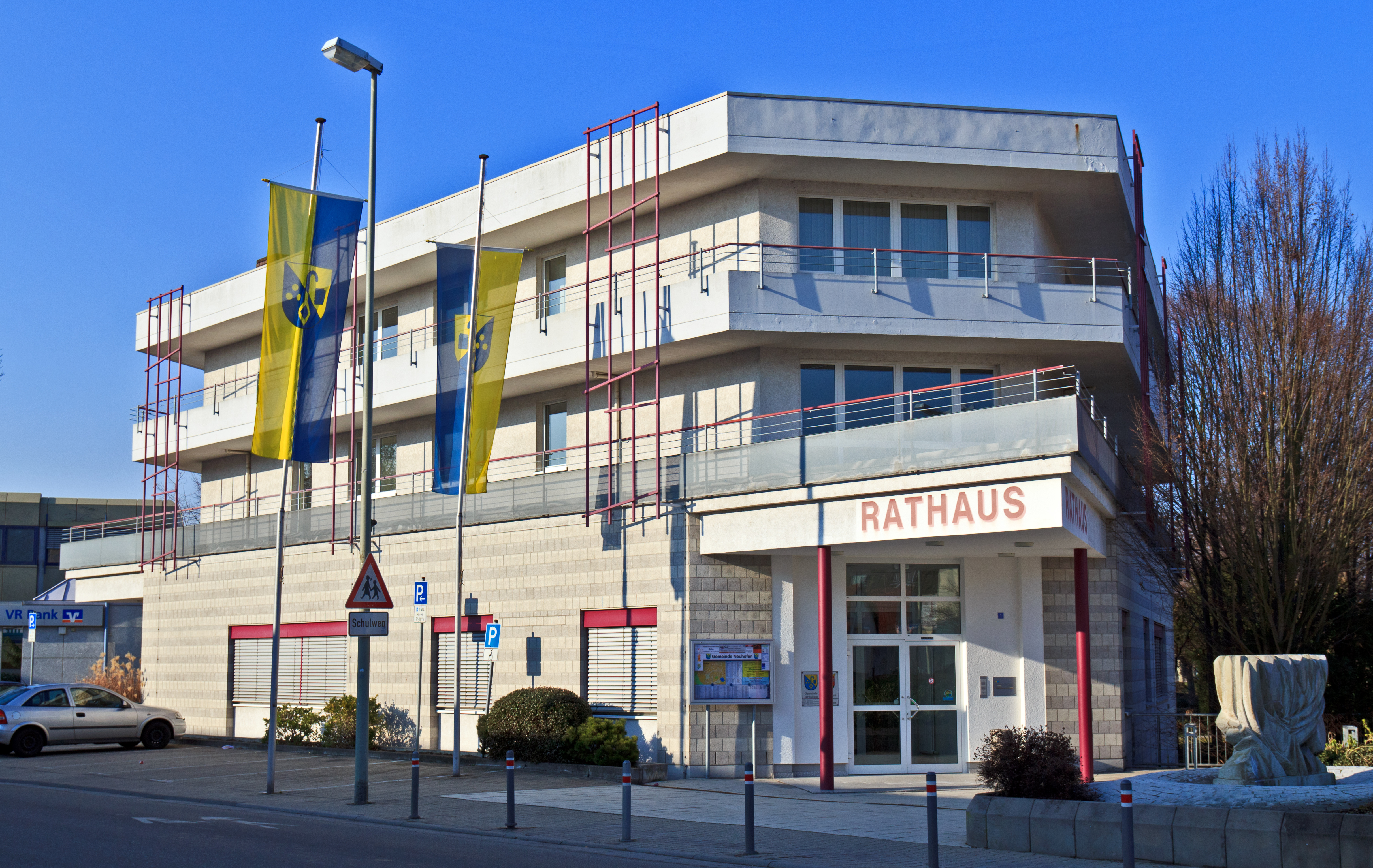
Hôtel de ville de Neuhofen